# Tang Jiyao
Tang Jiyao (en chino tradicional, 唐繼堯; en chino simplificado, 唐继尧; pinyin, Táng Jìyáo; Wade-Giles, T'ang Chi-yao) (14 de agosto de 1883 - 23 de mayo de 1927) fue un general y señor de la guerra chino de Yunnan durante la Era de los señores de la guerra de principios de la China Republicana. Fue el gobernador militar de Yunnan entre 1913 y 1927.

## Primeros años
Tang nació en Huize en 1883 en Qujing, provincia de Yunnan. Aprobó la examinación imperial en 1903 y fue seleccionado por el gobierno Qing para estudiar teoría militar en Tokyo Shimbu Gakko en Japón al año siguiente. En Japón, conoció a Sun Yat-sen y se hizo miembro de la sociedad revolucionaria Tongmenghui la cual pretendía derrocar la monarquía en China. En 1907, comenzó sus estudios en la Academia del Ejército Imperial Japonés. Retornó a Yunnan en 1909, sirviendo en varios puestos militares en el Nuevo Ejército. En 1911, bajo las órdenes del general Cai E, participó en el Levantamiento de Wuchang, que marcó el inicio de la Revolución de Xinhai la cual derrocó a la dinastía Qing.

## Señor de la guerra
A principios de 1912, las fuerzas de Tang invadieron la vecina Provincia de Guizhou y la conquistaron. Fue reconocido como gobernador militar de Guizhou por el Gobierno de Beiyang en mayo de ese año. Liu Xianshi sucedió a Tang como gobernador de Guizhou cuando Tang regresó a Yunnan para suceder a Cai E como gobernador militar. Tang Jiyao reemplazó a Cai E como gobernador militar de Yunnan en 1913. Tang estaba de acuerdo con Cai E en que los militares eran la institución más importante en China y que deberían jugar un papel más destacado en el gobierno, lo cual llevó al ejército de Yunnan a ser una de las fuerzas más influyentes del país.
Cuando Yuan Shikai se autoproclamó emperador de China en diciembre de 1915, Tang anunció la independencia de Yunnan con el apoyo de Cai E, Li Liejun y otros. Fue un líder prominente del ejército contra Yuan Shikai durante la Guerra de Protección Nacional, y tras la muerte de Yuan, Tang emergió como uno de los más poderosos jefes militares en el sur de China y extendió su base de poder a las provincias deGuangxi y Sichuan.

## Carrera política y narcotráfico
Tras la muerte de Cai E en 1916, Tang ayudó a Sun Yat-Sen en el establecimiento del Movimiento de Protección de la Constitución en 1917 y creó su propio partido, el Partido Popular (民治党), a pesart de seguir militando en el Kuomintang de Sun.
El primo de Tang Jiyao, Tang Jiyu, también era general. Tang Jiyao usaba la propaganda para obtener publicidad para sí mismo en el escenario nacional en China. Traficaba con opio confiscado a Shanghái, pero las bandas locales informaron a las autoridades británicas y gran parte del opio terminó en el mercado negro. Tang Jiyu evitó mencionar a Shanghái durante el juicio contra los oficiales involucrados en el tráfico de opio en 1916.
Tang Jiyao estableció el tráfico de opio en Yunnan, creando monopolios, impuestos y licencias, y tuvo éxito en producir grandes cantidades de opio en plantas, que se adaptaban perfectamente al clima de Yunnan. Transportaba el opio vía Indochina hasta el puerto de Haiphong, desde donde era enviado hasta China por vía costera.

## En la literatura
Tang Jiyao fue descrito de manera pintoresca en dos libros del periodista y novelista francés Lucien Bodard, llamados "Monsieur le consul" ("El cónsul francés", 1973) y "Le fils du consul" ("El hijo del cónsul", 1975), basados en sus recuerdos de infancia junto a su padre, Albert Bodard, quien fue Cónsul de Francia, en Chengdu y en Yunnanfu (actual Kunming). En dichos libros, hay capítulos con extensas descripciones de los tratos de Tang Jiyao con las autoridades coloniales francesas en China y Hanói, en Indochina francesa, como parte de sus esfuerzos para desarrollar el tráfico de drogas para financiar la compra de armas para su ejército mientras Francia intentaba construir un ferrocarril entre Hanói-Kunming-Chengdu para expandir sus intereses económicos y políticos al sur de China desde la Indochina francesa.

## Mariscal
Cuando Sun Yat-sen fue nombrado Gran Mariscal del gobierno militar en Guangzhou, Tang Jiyao fue ascendido al rango de Mariscal. Ayudó a Sun a derrotar la Antigua camarilla de Guangxi, cuando esta intentó tomar el control del ejército de Yunnan y remover a Tang del cargo en 1920.

## Destitución y muerte
Seis días después de la muerte de Sun en 1925, Tang reclamó ser su sucesor y el nuevo jefe del Kuomintang. Sin embargo, el partido lo rechazó. Entonces, Tang invadió Guangdong y Guangxi, pero fue derrotado por Li Zongren en la Guerra Yunnan-Guangxi. Posteriormente, Tang se convirtió en vice premier del Partido de Interés Público de China de Chen Jiongming. Tang falleció de enfermedad en mayo de 1927, en Kunming, un mes después de haber perdido todo el poder en Yunnan, por un golpe militar perpetrado por Hu Ruoyu y Long Yun. Tras esto, Long Yun apoyó al Gobierno de Nanking de Chiang Kai-shek, disolvió el Partido Popular y expulsó al partido de Chen.